# 合普 (卑詩省)
合普（英語：Hope），又意譯作希望鎮，是加拿大卑詩省菲沙河谷區域局內一個區域自治體（district municipality），座落低陸平原東端菲沙河及高貴哈拉河（Coquihalla River）的合流處，離溫哥華以東約153公里。據2021年加拿大人口普查所示，合普區內人口為6686人。

## 歷史
合普一帶原為斯托洛原住民族（Sto:lo）的地域，該族早於八千至一萬年前便已於此處定居。到了1808年，代表西北公司探索落磯山脈以西地域的西門·菲沙沿後來以他命名的菲沙河南下至現合普所在，成為記錄中首位抵達此處的歐裔人。然而，菲沙認為此河道不適合作皮毛交易運輸線之用，西北公司和後來與其合併的哈德遜灣公司在往後年間亦因此一直沒有在此設立皮毛交易站，並繼續沿用哥倫比亞河上的溫哥華堡（即今華盛頓州溫哥華）作其北美西岸總部。
隨著英國和美國於1846年簽署《俄勒岡條約》，北緯49度以南的地域正式歸美國管轄，哈德遜灣公司亦無法繼續有效操控溫哥華堡。該公司高層占士·道格拉斯（James Douglas）遂於1847年決定沿菲沙河峽谷修建另一條運輸線通往内陸，而該公司亦於1848年初在現耶魯所在設立耶魯堡交易站。然而，這條菲沙峽谷運輸線的地勢險峻，促使哈德遜灣公司另覓通往内陸的走廊，而該公司亦於1848年末在現合普所在另立合普堡（Fort Hope）交易站。此交易站的名稱意譯為“希望堡”，反映公司當時希望從合普堡通往内陸的走廊環境會較菲沙峽谷運輸線理想。隨著哈德遜灣公司轉用新運輸線，合普堡亦取代耶魯堡成為該公司通往内陸沿途的主要物流分發點。
菲沙峽谷淘金潮於1850年代中期展開後，英國政府於1858年設立卑詩殖民地，合普堡亦成為該殖民地的一部分。淘金潮吸引大批民眾湧到菲沙河谷，卑詩殖民地政府遂於1859年正式劃下合普堡鎮址，並改善連接合普堡和卑詩内陸的道路。
卑詩殖民地於1871年加盟加拿大聯邦，當中一項條件為聯邦政府需修建一條鐵路連接卑詩和加拿大中部。加拿大太平洋鐵路於1880年代興建，1887年通車，帶動了合普堡一帶的經濟活動。當地固有的礦業活動繼續蓬勃，而伐木和鋸木事業亦逐漸興旺起來。合普堡和耶魯堡交易站於1892年關閉後對當地經濟影響甚微，而到了1920年代伐木業更成為當地的主要產業。此外，加拿大國家鐵路和大北方鐵路相繼於20世紀初葉開通並在合普設站，令合普的旅遊業得以發展。合普並於1929年4月6日正式建制為村，再於1965年1月1日改制為鎮。
卑詩省政府於1960年代設立區域局的行政等級後，合普原屬菲沙-奇姆區域局（Fraser–Cheam Regional District）；此區域局於1995年12月解散後，合普轉歸新成立的菲沙河谷區域局，並維持至今。此外，合普亦於1992年12月7日更改建制成區域自治體。

## 交通
卑詩省1號公路（橫加公路）貫穿合普，在合普以西達致高速公路規格，在合普區内則跟隨河水大道（Water Avenue）沿菲沙河岸往西北伸延，跨越菲沙河後繼續沿菲沙峽谷往北伸展。合普也是3號公路的西端終點和7號公路的東端終點，而5號公路的南端終點則位於合普區界的外圍。
加拿大太平洋鐵路（CPR）和加拿大國家鐵路（CNR）皆途經合普，前者坐落菲沙河北岸，後者則坐落該河南岸。由維亞鐵路營運的「加拿大人號」列車每星期三次駛經合普，但只有西行往溫哥華太平洋中央車站（即使用CNR軌道）的列車停靠合普火車站；東行往多倫多聯合車站（即使用CPR軌道）的列車則停靠菲沙河北岸的卡茨（Katz）火車站。
合普機場（Hope Aerodrome；IATA代碼：YHE；ICAO代碼：CYHE）離合普鎮中心以西約4.8公里，是一座由菲沙河谷區域局營運的小型機場，設有一條草皮跑道，沒有定期航班，主要供滑翔機使用。當地居民主要使用溫哥華國際機場、亞博斯福國際機場、或華盛頓州的貝靈厄姆國際機場前往外地。

## 地理

### 氣候
| 合普機場            | 合普機場      | 合普機場     | 合普機場     | 合普機場     | 合普機場     | 合普機場    | 合普機場    | 合普機場     | 合普機場     | 合普機場     | 合普機場      | 合普機場      | 合普機場        |
| 月份                | 1月           | 2月          | 3月          | 4月          | 5月          | 6月         | 7月         | 8月          | 9月          | 10月         | 11月          | 12月          | 全年            |
| ------------------- | ------------- | ------------ | ------------ | ------------ | ------------ | ----------- | ----------- | ------------ | ------------ | ------------ | ------------- | ------------- | --------------- |
| 历史最高温 °C（°F） | 15 (59)       | 19.4 (66.9)  | 25.1 (77.2)  | 30.1 (86.2)  | 38.4 (101.1) | 36.7 (98.1) | 40 (104)    | 39.1 (102.4) | 38.3 (100.9) | 29 (84)      | 18.9 (66.0)   | 16.1 (61.0)   | 40 (104)        |
| 平均高温 °C（°F）   | 4.7 (40.5)    | 7 (45)       | 12.1 (53.8)  | 15.1 (59.2)  | 18.6 (65.5)  | 20.9 (69.6) | 23.6 (74.5) | 24.8 (76.6)  | 21.4 (70.5)  | 14.5 (58.1)  | 7.1 (44.8)    | 3.5 (38.3)    | 14.4 (57.9)     |
| 日均气温 °C（°F）   | 2.1 (35.8)    | 3.6 (38.5)   | 7.4 (45.3)   | 10.1 (50.2)  | 13.5 (56.3)  | 16 (61)     | 18.2 (64.8) | 19 (66)      | 15.9 (60.6)  | 10.5 (50.9)  | 4.6 (40.3)    | 1.2 (34.2)    | 10.2 (50.4)     |
| 平均低温 °C（°F）   | −0.4 (31.3)   | 0.3 (32.5)   | 2.6 (36.7)   | 5 (41)       | 8.4 (47.1)   | 11 (52)     | 12.8 (55.0) | 13.2 (55.8)  | 10.3 (50.5)  | 6.4 (43.5)   | 2.1 (35.8)    | −1 (30)       | 5.9 (42.6)      |
| 历史最低温 °C（°F） | −22.8 (−9.0)  | −21.1 (−6.0) | −16.7 (1.9)  | −4.4 (24.1)  | −2.8 (27.0)  | 2.2 (36.0)  | 3.3 (37.9)  | 3.9 (39.0)   | −1.1 (30.0)  | −11.2 (11.8) | −21.4 (−6.5)  | −24.4 (−11.9) | −24.4 (−11.9)   |
| 平均降水量 mm（）   | 290.5 (11.44) | 201.1 (7.92) | 159 (6.3)    | 172.8 (6.80) | 112 (4.4)    | 93.8 (3.69) | 77.8 (3.06) | 49.1 (1.93)  | 97 (3.8)     | 218.6 (8.61) | 352.5 (13.88) | 219 (8.6)     | 2,043.3 (80.44) |
| 平均降雨量 mm（）   | 265.9 (10.47) | 182.1 (7.17) | 154.3 (6.07) | 171.7 (6.76) | 112 (4.4)    | 93.8 (3.69) | 77.8 (3.06) | 49.1 (1.93)  | 97 (3.8)     | 217.4 (8.56) | 339 (13.3)    | 195.2 (7.69)  | 1,955.2 (76.98) |
| 平均降雪量 cm（）   | 27.9 (11.0)   | 24.9 (9.8)   | 5.1 (2.0)    | 1 (0.4)      | 0 (0)        | 0 (0)       | 0 (0)       | 0 (0)        | 0 (0)        | 1.3 (0.5)    | 14.3 (5.6)    | 29 (11)       | 103.5 (40.7)    |
| 月均日照時數        | 13.2          | 56.3         | 114.7        | 144.6        | 185.4        | 194.6       | 236.2       | 251.8        | 188.7        | 96.9         | 19.6          | 4.4           | 1,506.4         |
| 来源：              |               |              |              |              |              |             |             |              |              |              |               |               |                 |

## 外部連結
- （英文）District of Hope（页面存档备份，存于）－合普政府官方網站